# Iglesia de Santa María de la Alhambra
La iglesia de Santa María de la Alhambra es una iglesia situada en la Alhambra de la ciudad española de Granada.

## Historia
Su construcción se inició en 1581, siendo Ambrosio de Vico quien la terminó en 1618 siguiendo los planes de Herrera y Juan de Orea. La planta es en cruz latina y destaca el altar barroco flanqueado por columnas salomónicas añadido en 1671 y que contiene imágenes de Alonso de Mena.
Así mismo, destaca la imagen de la Virgen de las Angustias, obra de Torcuato Ruiz del Peral entre 1750 y 1760. La hermandad de Santa María de la Alhambra saca la imagen en procesión durante la Semana Santa en un trono que reproduce los arcos del patio de los Leones.